# Similipecten redferni
Similipecten redferni is een tweekleppigensoort uit de familie van de Propeamussiidae. De wetenschappelijke naam van de soort is voor het eerst geldig gepubliceerd in 2002 door Dijkstra.